# Emmanuel Dubourg
Pour les articles homonymes, voir Dubourg.
Emmanuel Dubourg, né le 26 décembre 1958, est un comptable professionnel agréé et homme politique canadien. Il est député  à l'Assemblée nationale du Québec de Viau sous la bannière du  Parti libéral du Québec de 2007 à 2013, puis député à la Chambre des communes du Canada dans la circonscription de Bourassa sous la bannière du Parti libéral du Canada de 2013 à 2025.

## Biographie
Emmanuel Dubourg arrive d'Haïti au Canada en 1974. Il est comptable agréé et détient une maîtrise en administration des affaires de l'Université du Québec à Montréal (UQAM) depuis 2000. 
De 1987 à 1990, il enseigne au Cégep Montmorency. En 1984, il est porte-parole de Revenu Canada dans le dossier de l'économie clandestine, puis conférencier auprès des hauts fonctionnaires fédéraux en 1999. De 2004 à 2007, il enseigne à l'UQAM, puis à l'Université du Québec en Outaouais en 2006. Il est conseiller auprès de la Jeune Chambre de commerce haïtienne de Montréal en 2005 et conférencier pour l'Ordre des comptables agréés du Québec en 2007.

### Assemblée nationale du Québec
Il est élu député à l'Assemblée nationale du Québec à l'élection provinciale québécoise de 2007 sous la bannière du  Parti libéral du Québec, puis réélu en 2008 et en 2012. Il est adjoint parlementaire du ministre de l'Emploi et de la Solidarité sociale d'avril 2007 à novembre 2008, puis adjoint parlementaire de la ministre des Finances de janvier 2009 à août 2012.
Une de ses réalisations consiste en l'octroi, par le gouvernement du Québec, de 7,5 millions de dollars pour la construction du Centre sportif Louis-Joseph Papineau.
Il reste attaché à sa communauté d'origine. Lors du séisme du 12 janvier 2010 qui a frappé Haïti, il est désigné par le premier ministre Jean Charest, coordonnateur des actions gouvernementales auprès des acteurs de la communauté haïtienne du Québec. Son implication est à l'origine du Programme spécial de parrainage humanitaire mis en place par le gouvernement du Québec en faveur des familles haïtiennes en février 2010.
Emmanuel Dubourg est le second député issu de la communauté haïtienne à l'Assemblée nationale du Québec, après Jean Alfred, élu dans Papineau en 1976 avec le Parti québécois. D'autres membres de la communauté haïtienne au Québec ont siégé au Parlement fédéral.
En 2008, Dubourg fait les manchettes lorsqu'il qualifie les propos de Victor-Lévy Beaulieu, qui a traité la gouverneure générale du Canada, Michaëlle Jean, de « reine-nègre », d'« appel à la haine, appel à la violence » et suggère, sous le coup de la colère, de restreindre la liberté d'expression.

### Chambre des communes du Canada
Moins d'un an après sa réélection à l'Assemblée nationale du Québec en 2012, soit le 9 août 2013, il démissionne de son poste de député de Viau et annonce sa candidature à une élection partielle pour succéder à Denis Coderre dans la circonscription de Bourassa, à la Chambre des communes. Il décide de conserver la prime de départ de 100 000 $ à laquelle il avait droit, suscitant une controverse,,. 
Le 25 novembre 2013, il est élu député de cette circonscription pour le Parti libéral du Canada. Alors que son parti est dans l’opposition, il est nommé porte-parole en matière de Revenu national et de l'Agence de développement économique du Canada pour les régions du Québec. Une fois le Parti libéral parvenu au pouvoir en 2015, il est nommé secrétaire parlementaire de la ministre du Revenu national, Diane Lebouthillier, et conserve ce poste jusqu'en janvier 2017.
En 2023, il annonce qu'il ne se représentera pas aux élections suivantes.

### Distinctions et prix
En 1992, l'Agence de revenu du Canada lui remet le prix Innovation et Excellence. En 2006, il est récipiendaire du prix CA Émérite, du prix Performance École des sciences de la gestion à l'UQAM et lauréat du Mois de l'histoire des Noirs. En 2014, il est honoré du titre de Fellow par l'Ordre des comptables professionnels agréés.